# Боград

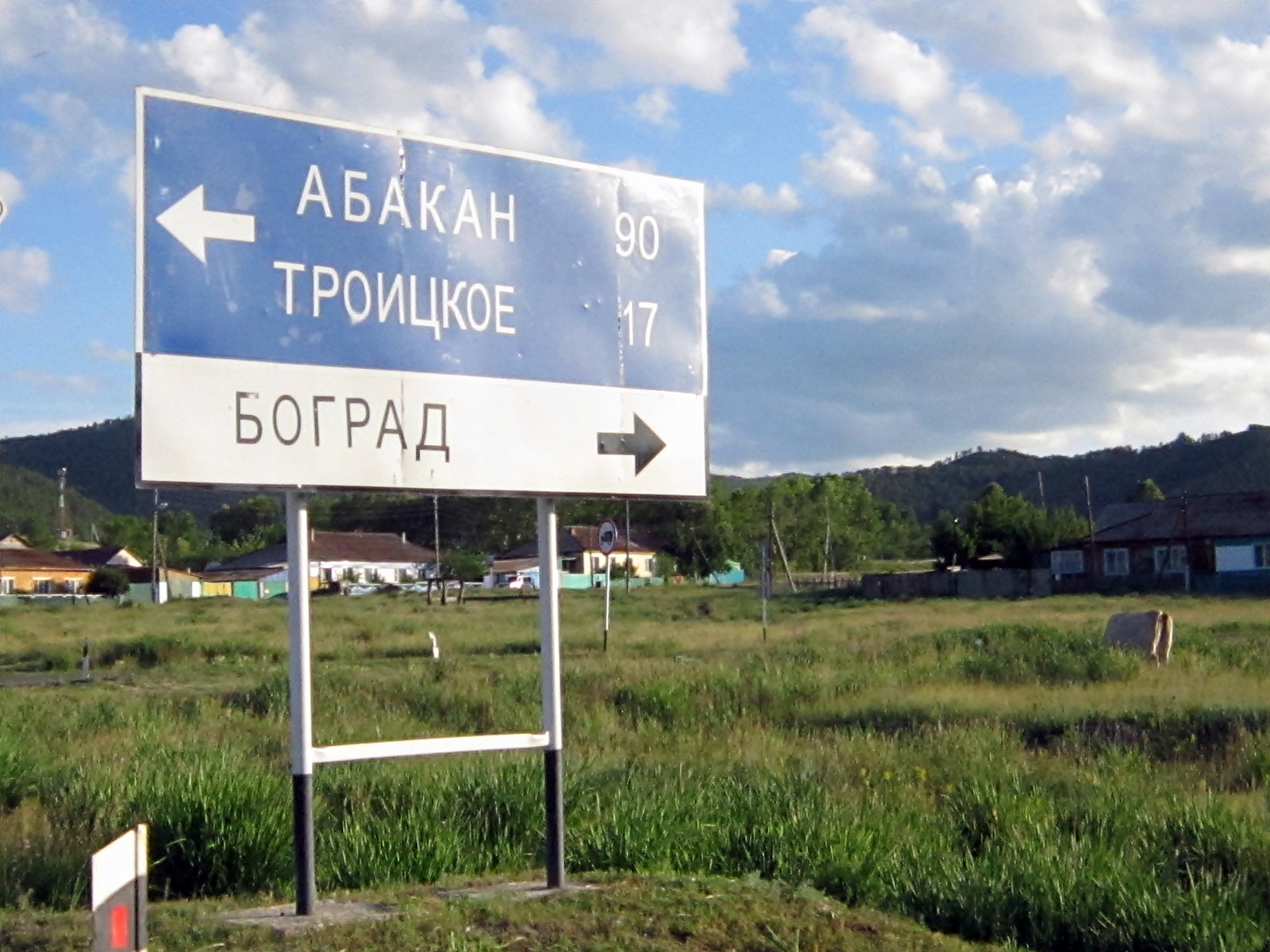
Указатель на въезде в село Боград.

Богра́д (хак. Тис) — село, административный центр Боградского района в Республике Хакасии России. Центр Боградского сельсовета.

## География
Находится в 91 км к северу от Абакана. Расположено на реке Теси (левый приток Енисея). Расстояние до ближайшей железнодорожной станции Сон 46 км.

## История
Село образовано в 1763 году и называлось деревней Татарской Тесью. Позднее было переименовано в деревню Сухая Тесь, а 7 июня 1933 году — в село Боград в честь революционера Я. Е. Бограда. В 1928 году организован колхоз имени Бограда. В годы Великой Отечественной войны на фронт ушло 407 боградцев.

## Население
| 1939  | 1959  | 1970  | 1979  | 1989  | 2002  | 2010  |
| ----- | ----- | ----- | ----- | ----- | ----- | ----- |
| 2274  | ↗3082 | ↗4381 | ↗5078 | ↗5262 | ↘4691 | ↘4670 |
| 2021  |       |       |       |       |       |       |
| ↘3710 |       |       |       |       |       |       |

Национальный состав
Русские (90,3 %), немцы (4,3 %), хакасы (1,8 %), азербайджанцы (1,0 %), татары (0,4 %) и др.

## Известные уроженцы, жители
После окончания семи классов школы в селе работал дорожным мастером Замиралов, Павел Васильевич (1918—1995), будущий Герой Советского Союза (1944).
В 1974 году в селе Боград родился Корнилов Виктор Викторович, легендарный учитель географии школы Летово.

## Культура и образование
В селе расположены средняя общеобразовательная школа, школа-интернат, детская музыкальная школа, дом культуры, стадион. Открыты памятники Победе в Великой Отечественной войне и Я. Е. Бограду.

## Боградский заказник
Боградский государственный комплексный заказник создан в 1963 году. Расположен в лесостепном поясе Батенёвского кряжа, юго-восточнее села Боград, на площади 54 тыс. га. Основная цель: охрана косули, которая концентрируется здесь в зимний период. Кроме этого, под охраной находятся гнездования орла-могильника, беркута, балобана, а также гнездящиеся сапсан, журавль-красавка, степной и луговой луни, кобчик и другие редкие виды животных. Основной фон растительности создают берёзовые, лиственничные, сосновые и смешанные леса, которые чередуются с луговыми степями, суходольными лугами и пашнями. Здесь осуществляется охрана и восстанавливается численность охотничьих животных лесостепного комплекса (косуля, барсук, заяц-русак, тетерев, бородатая куропатка). Ежегодно ведутся наблюдения за объектами охраны.

## Транспорт
Через Боград проходит автодорога регионального значения 95К-004 Ачинск — Ужур — Шира — Троицкое, имеющая выход на трассу Р257. Также от Бограда начинается 19-километровая межмуниципальная дорога до Знаменки. Вокруг Бограда построена объездная дорога.